# 第1軍 (ドイツ軍)
第1軍 （だい1ぐん、独Deutsche 1. Armee）は、第一次世界大戦、第二次世界大戦時のドイツ軍の部隊である。

## 第一次世界大戦
第一次世界大戦中、第1軍は西部戦線で戦い、1914年8月のシュリーフェン計画に基づく、フランス・ベルギーへの攻勢に参加した。司令官アレクサンダー・フォン・クルック、参謀長ヘルマン・フォン・クールの下で第1軍の任務は戦争を早期に終了させるため、フランスを南東から回り込んでパリを攻撃、包囲することであり、ドイツ軍戦線の最北端を担当していた。
第1軍は戦線1マイル当り、約18,000名（1mあたり10名）の戦力があり、大きな打撃力を所持していた。そのため、8月20日にはブリュッセルの占領に成功、フランス軍の撃破に成功したが、9月初旬、英仏連合軍の反撃によりマルヌ会戦が始まると、パリ手前13マイルの地点で攻撃を止められた。司令官クルックは1915年3月、足に重傷を負い交代した。

### 司令官
| 着任   | 離任   | 階級（当時） | 氏名                             |
| ------ | ------ | ------------ | -------------------------------- |
| 1914年 | 1915年 | 大将         | アレクサンダー・フォン・クルック |
| 1915年 | 1916年 | 大将         | マックス・フォン・ファベック     |
| 1916年 | 1918年 | 大将         | フリッツ・フォン・ベロウ         |

## 第二次世界大戦
1936年8月26日、第1軍はエルヴィン・フォン・ヴィッツレーベン大将の元、設立され、マジノ線沿いにドイツ国境の防衛を担当した。その後、フランス侵攻に参加、1944年中頃までは大西洋沿岸に駐屯、連合軍の上陸作戦に備えていた。
1944年6月時には、G軍集団隷下でビスケー湾岸にあった。連合軍によるノルマンディー上陸作戦が発動されると、第1軍は1944年8月、西部戦線のドイツ軍の全面的な退却後にロレーヌで再編成を行った。ドイツ軍最前線での戦いの間、ヴォージュ山脈北部でアメリカ第7軍を防御しつつも、モーゼル川を横断してメスを占領しようとするアメリカ第3軍に対しても防衛戦を同時に行った。しかし、11月、両戦線において敗退、第1軍はドイツ国境へ撤退し、ザール地方の防衛を担当した。
ドイツ軍がアルデンヌにおいて攻勢を仕掛けた時、アメリカ第3軍がバストーニュ救援のために北進している間、第1軍はノルトヴィント作戦（北風作戦）を行い、1945年1月1日、アメリカ第7軍を攻撃、戦線を押し広げ、アメリカ軍を一部撤退させた。しかし1月後半、北風作戦は失敗に終わり、連合軍がドイツ防衛線を突破、第1軍はジークフリート線まで押し戻され、ライン川東岸へ撤退した。
その後、第1軍はドナウ川をアルプス山脈方面へ撤退、1945年5月6日に降伏した。

### 司令官
| 着任           | 離任           | 階級（当時） | 氏名                                                              |
| -------------- | -------------- | ------------ | ----------------------------------------------------------------- |
| 1939年8月26日  | 1940年10月23日 | 歩兵大将     | エルヴィン・フォン・ヴィッツレーベン                              |
| 1940年10月24日 | 1944年5月2日   | 歩兵大将     | ヨハネス・ブラスコヴィッツ                                        |
| 1944年5月3日   | 1944年6月3日   | 装甲兵大将   | ヨアヒム・レメルセン （Joachim Lemelsen）                         |
| 1944年6月4日   | 1944年9月5日   | 歩兵大将     | クルト・フォン・デア・シュヴァルリー （Kurt von der Chevallerie） |
| 1944年9月6日   | 1944年11月29日 | 装甲兵大将   | オットー・フォン・クノーベルスドルフ                              |
| 1944年11月30日 | 1945年2月27日  | 歩兵大将     | ハンス・フォン・オープストフェルダー                              |
| 1945年2月28日  | 1945年5月4日   | 歩兵大将     | ヘルマン・フェルチュ （Hermann Förtsch ）                         |